# Hat (Oekraïne)
Hat (Oekraïens: Гать; Hongaars: Gát) is een kleine plaats in de Westelijke Karpaten in Oekraïne. Het telt 3122 inwoners (2004) en ligt in de oblast Transkarpatië, op 12 kilometer van Berehove (Hongaars: Beregszász) en op 16 kilometer van Moekatsjeve (Munkács).
Hat werd in 1374 voor het eerst genoemd. Tot en met 1918 hoorde het bij Hongarije en daarmee ook bij het Oostenrijkse keizerrijk van de Habsburgers.
In 1919 werd het door het Verdrag van Saint-Germain onderdeel van de nieuwe staat Tsjecho-Slowakije. Tussen 1938 en 1939 hoorde het bij de onafhankelijke staat Karpato-Oekraïne. Door de Eerste Scheidsrechterlijke Uitspraak van Wenen werd het op 2 november 1938 weer onderdeel van Hongarije. 1944 werd het weer onderdeel van Tsjecho-Slowakije. De Sovjet-Unie wilde echter na de Tweede Wereldoorlog aan alle satellietstaten grenzen en daarmee werd het, om een grens met Hongarije te krijgen, onderdeel van de Sovjet-Unie. Met het uiteenvallen van de Sovjet-Unie werd het onderdeel van de nieuwe republiek Oekraïne.
In Hat wordt evenals in de omliggende dorpen overwegend Hongaars gesproken: 95% van de inwoners van Hat is Hongaars.